# Contea di Cumberland (Carolina del Nord)
La contea di Cumberland, in inglese Cumberland County, è una contea dello Stato della Carolina del Nord, negli Stati Uniti. La popolazione al censimento del 2000 era di 302 963 abitanti. Il capoluogo di contea è Fayetteville.

## Storia
La contea di Cumberland fu costituita nel 1754.